# 缝籽嗪甲醚
缝籽嗪甲醚是一种有机化合物，分子式C22H26N2O3，属于一种生物碱，存在于日本漢方醫學药物抑肝散中。